# Гичталь
Гичталь (нем. Gitschtal) — коммуна (нем. Gemeinde) в Австрии, в федеральной земле Каринтия. 
Входит в состав округа Хермагор.  Население составляет 1293 человека (на 31 декабря 2005 года). Занимает площадь 56,47 км². Официальный код  —  2 03 20.

## Политическая ситуация
Бургомистр коммуны — Гюнтер Заттлеггер (АБА) по результатам выборов 2003 года.
Совет представителей коммуны (нем. Gemeinderat) состоит из 15 мест.
- АБА занимает 6 мест.
- СДПА занимает 5 мест.
- АНП занимает 4 места.